# ويليام إدواردز كوك
ويليام إدواردز كوك (بالإنجليزية: William Edwards Cook)‏ هو رسام وفنان أمريكي، ولد في 31 أغسطس 1881، وتوفي في 10 نوفمبر 1959.